# ラボジェラ沢

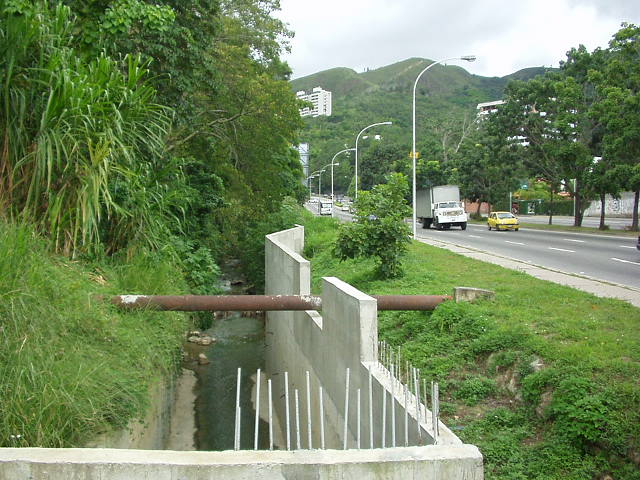
地下に潜る地点 (2004年8月)

ラボジェラ沢（ラボジェラさわ、Quebrada La Boyera）は、ベネズエラのミランダ州バルタ市を流れる小さな川で、ラグアイリタ沢の支流である。

## 地理
バルタ市の東部から流れ、まず北へ、次に西に流れてラグアイリタ沢に合流する。下流ではエルアティジョ自動車道に沿い、一部は地下を流れる。